# 藤原敦忠
藤原敦忠（日语：／ Fujiwara no Atsutada */?，906年—943年4月18日）是日本平安時代前期至中期的公卿和歌人，官位是從三位權中納言，藤原北家良房流出身，父親是正二位左大臣藤原時平，兄長分別為正三位大納言藤原保忠以及從二位右大臣藤原顯忠。敦忠是三十六歌仙和《百人一首》歌人之一，有30首作品收錄於敕撰和歌集。愛知縣個人收藏的其畫像《紙本着色三十六歌仙切》和《紙本著色藤原敦忠像》上疊本分別在1935年4月30日和1957年2月19日獲文化廳指定為重要文化財。

## 生平

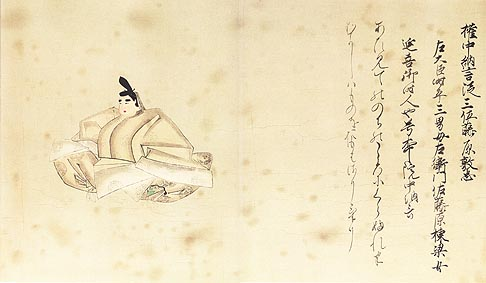
《紙本著色三十六歌仙切》敦忠

敦忠的出生年份雖然在資料上沒有明確記載，但是由於他的逝世日期和得年均有記載，通過計算可以得知他生於延喜6年（906年）。按《尊卑分脈》記載，他與保忠是同母兄弟，兩人之母均是廉子女王，不過同時稱敦忠可能是在原棟梁之女，而《三十六人歌仙傳》和《公卿補任》則記載敦忠之母為在原棟梁之女。在原棟梁之女本身是藤原國經之妻，後來才被國經的侄子時平強搶納為妻子，吉海直人指出當時她已經懷孕，因此實際上敦忠是國經之子，早於《世繼物語》時便有懷疑敦忠可能是國經之子的說法，其後《二十一代才子傳》、《幽齋抄》和《大和物語鈔》等古籍更直接斷定國經是敦忠之父，對此鹽島翔以懷孕周期來否定此說法。此外，《和歌文學辭典》、《和歌大辭典》、《日本古典文學大辭典》以及《國史大辭典》均視敦忠為時平的第三子。
按《日本紀略》記載，他在延喜16年3月5日（916年4月9日）前往仁壽殿，並且於醍醐天皇面前表演散手舞。按《三十六人歌仙傳》記載，他在延喜17年2月25日（917年3月20日）獲准昇殿，《日本紀略》稱他在延喜21年正月25日（921年3月7日）叙爵為從五位下，並且同時在殿上元服，按《柱史抄》記載儀式由藤原伊衡負責，《三十六人歌仙傳》則指出敦忠的童名是卜平君，《公卿補任》另記載他在同年2月7日（3月18日）昇殿，《三十六人歌仙傳》則指他是在翌年2月17日（922年3月18日）昇殿。延喜23年正月12日（923年1月31日），他就任為侍從。延長6年正月7日（928年2月1日）升從五位上，同年6月29日（7月18日）出任左兵衛佐。延長8年9月22日（930年10月16日），他在朱雀天皇即位後首次昇殿，同年12月17日（931年1月8日）出任右衛門佐，《三十六人歌仙傳》和《公卿補任》雖然均記載為右衛門佐，但是《公卿補任》也提到可能是左衛門佐。翌年3月30日（931年4月20日）	，《公卿補任》記載他就任左近衛權少將，《三十六人歌仙傳》則是左近衛少將。
承平2年正月27日（932年3月6日），他兼任伊予介，同年11月16日（12月16日）升正五位下（停中宮御給加階）。翌年正月12日（933年2月9日），他轉任近江權介。承平4年正月7日（934年1月24日），升從四位下。按《三十六人歌仙傳》記載，他在正月12日（934年1月29日）昇殿，翌年3月8日補任藏人頭，然而《公卿補任》則記載他在正月12日出任藏人頭，同年12月21日（935年1月28日）就任為左近衛權中將。承平6年正月29日（936年2月24日），他兼任播磨守。天慶 2年正月7日（939年1月29日），升從四位上，同年8月27日（939年10月12日）他獲任命為參議，並且續任左近衛權中將，同年10月26日（12月9日），昇殿。天慶4年12月18日（942年1月7日），他兼任近江權守。翌年3月29日（942年4月17日），升從三位，就任為權中納言（中將勞）。天慶6年3月7日（943年4月18日），敦忠死去，得年38歲。按《大鏡》記載，他在生前曾經對其妻北之方說：「我一家都短命，一定會早逝。我死後妳一定會跟藤原文範在一起。」雖然當時其妻否認，但是最終一如敦忠所料，兩人在他死後結為夫婦。
按《後撰和歌集》和《拾遺和歌集》記載，藤原伊尹和藤原清正等人均有前往他在比叡的西坂本（現京都府京都市左京區修學院和一乘寺一帶）比鄰音羽川的山莊處緬懷故人，人潮絡繹不絕。英年早逝的敦忠此後變成《大和物語》以及《今昔物語集》等說話裡的主角。此外，他精於管絃，按《大鏡》記載在他死後宮中每當舉辦管絃的御遊時便會邀請敦忠的外甥源博雅參加，他因故無法出席時，結果御遊直接取消，後來他在多次召見下，最終還是入宮出席。老人們對此議論紛紛，並且稱道：「真是世界末日，太過悲哀了。敦忠中納言尚在生的時候，又有誰想過在音樂方面，源博雅之流居然會獲天皇召見，還要受人景仰呢？」（世の末こそあはれなれ。敦忠中納言のいますかりし折は、かかる道に、この三位、おほやけをはじめたてまつりて、世の大事に思ひはべるべきものとこそ思はざりしか）。
敦忠作為政治家的名聲遠不及其公子哥兒的身份來得著名，他曾經與御匣殿（或稱御匣殿別當）、右近和齋宮雅子內親王等人交往，其中與御匣殿的戀情被她的父親，敦忠的叔父藤原忠平拆散。另外，敦忠在《百人秀歌》中與右近成對，於《大和物語》中則被描繪成拋棄右近的男性，因此他的早死也可以視為是遭到神罰所致，而非死於菅原道真的詛咒。另外，敦忠與雅子內親王有過一段的《伊勢物語》式戀情，最終她卻嫁給忠平之子藤原師輔。

## 和歌
- 《小倉百人一首》中納言敦忠
菱川師宣繪本
- 《小倉百人一首》中納言敦忠
歌牌
- 《小倉擬百人一首》
中納言敦忠 建禮門院
歌川廣重的浮世繪
- 《百人一首內 權中納言敦忠》
歌川國芳的浮世繪

敦忠總共有30首和歌收錄於敕撰和歌集，其中10首收錄於《後撰和歌集》。他的歌風多以人作為題材，其中尤其精於戀愛題材，他在作品方面則有多用緣語和掛詞等技巧的和歌，亦有相對較直率的抒情歌。延長8年（930年），他在醍醐天皇駕崩時曾經以歌悼念。天慶初年時則有與紀貫之的贈答歌。此外，伊勢和中務均曾經到訪他的山莊，並且以該處的瀑布的岩石為題材來創作和歌。
按《今昔物語集》記載，他英俊瀟灑而且骨格精奇，性格也很好，世人對他的評價也很好（形チ有様美麗ニナナム有ケル。人柄モ吉カリケレバ、世ノ思ヘモ花ヤカニテナム），並且指藤原實賴對他的和歌稱道：「此歌我實在難以返歌，如果我以一首更差的和歌來回應的話，很有可能遺臭萬年。話雖如此，我也無法創作一首更好的作品。沒辦法了，只好以舊歌搪塞一下來保住面子。」然後，實賴便以藤原忠房前往唐朝時所作的一首歌回應。（此ノ返シ、更ニ否不為シ。劣タラムニ、長キ名ナルベシ。然リトモ、増サラム事ハ可有キ事ニモ非ズ」トテ、「只旧歌ヲ思ヘ益サム」ト思給ヒテ、忠房ガ唐ヘ行クトテ読タリケル歌ヲナム語リ給ケル。），《今昔物語集》編者在該段結尾歸納道：「流傳其和歌遠勝他人，世人對於他能夠創作出此歌一事大表讚賞。」（和歌ヲ読む事、人ニ勝タリケルニ、此ル歌ヲ読出タレバ、極ク世ニ被讃ケリ、トナム語リ伝ヘタルトヤ。）。
《百人一首》的入選作是：
| 《新編國歌大觀》版本 | 全日本歌牌協會版本 | 嵯峨嵐山文華館版本 | 中譯                                        |
| -------------------- | ------------------ | ------------------ | ------------------------------------------- |
|                      |                    |                    | 自赴佳期後 相思更轉愁 曾言懷念苦 始信無來由 |

這首和歌收錄於《拾遺和歌集》卷第十二「戀二」，《新編國歌大觀》編號是710，詞書是「題不知」（題しらず），《拾遺抄》則記載為「初次去女性住處後在翌日早上離開」（はじめてをんなのもとにまかりて又の朝につかはしける），《古今和歌六帖》則將此歌置於「雜思」內的早上部分，這代表此歌本來是一首後朝的作品。不過，在《拾遺集》時變成了「題不知」，藤原定家在《八代抄》則將此歌置於「戀三」部分，可見當時並不一定就將其視為後朝的作品。此歌在中世時被重新解讀，按《東山文庫本註》記載，此歌可以解讀成相逢之後的戀愛，意思是指與女性交往後由於種種原因而無法再聚，這比還沒見面之前還要來得痛苦，或是因為交往後產生了以前沒有過的各種煩惱，契沖以及賀茂真淵也持同類立場，整體來說以後朝為主，新注則以相逢之後的戀愛為主。此外，此歌也收錄於藤原公任的《前十五番歌合》、《三十六人撰》以及定家的《五代簡要》。
首句的的意思是男女結合、交往，鈴木日出男將（相逢）和（見面）分開，指出這兩個詞語屬於同類的用語，有強調的效果，小町谷照彥則認為是動詞的連用形，指男女之間的關係變得深厚，島津忠夫以及有吉保均採用的說法。關於第二句的，鈴木和有吉均認為是表達現時的心情，鈴木認為是指對交往對象的感情，有吉則認為是交往成功後或是後朝過後回到家時的心情，小町谷和島津則認為是指兩人交往後不斷增溫的感情。第三句的的意思是交往前後的心境變化，為下二段動詞（比較）的已然形。第四句中的是指在交往之前，與首句形成對比，實際上不過是昨日的事情卻用上了「昔」（很久以前）來表達過去和現在的心情已經差天共地，則接末句，《拾遺集》、《百人秀歌》、《二四代集》、《小倉色紙》和《五代簡要》均採用此寫法，為此歌的原始寫法，後來室町時代中期之後演變成，《八代抄》、《應永抄》、《百人一首》為家本、堯孝本和兼載本等手抄本以及全日本歌牌協會均採用此說法。末句的意思是沒有胡思亂想，配合前句的意思是就如過去沒有胡思亂想一樣，言外之意就是現在的心境相當苦惱，指其程度跟過去實在無法比較，是動詞的未然形，意思是指苦惱，是否定的助動詞的連用形，則是表達過去的助動詞和終止形，有感嘆的意思。此外，中務有一首作品與此歌的概念非常相近，谷知子認為那是受到此歌的影響，該作品收錄於《中務集》（《新編國歌大觀》編號135）。

## 家集
敦忠的家集是《敦忠集》，又稱《權中納言敦忠卿集》，一冊，由他人撰寫而成，由於卷末處表明和歌取自於《後撰集》和《拾遺集》，因此推測正文成書於《後撰集》時期前後，三十六人集之一，收錄了大量敦忠與雅子內親王的贈答歌。收錄歌數最多的是西本願寺本三十六人家集系統，總共有145首敦忠與女性的贈答歌，由於書中多用「返」「又」二字，顯示連續幾首的贈答歌也相當多，帶有歌物語的特質。家集對敦忠的描述，有些地方採用了日語敬語，但是並非全部，因此編者可能是與敦忠親近的人，與西本願寺本同系統的尚有收錄141首的宮內廳書陵部藏三十六人集以及收錄130首的冷泉家藏傳藤原行成筆本，三版本的詞書與和歌的用字雖然有相當多的差異，但是配置順序大致相同，不同的部分在於卷末部分，西本願寺本增補自《後撰集》和《拾遺集》，而書陵部本則增補自西本願寺本。這兩個版本直至第131首為止，各自缺失三首和歌，西本願寺本缺失了書陵部本的第40首、第66首和第126首，書陵部本則缺少了西本願寺本的第25首、第56首和第87首。西本願寺本是從藤原賴通時期至院政前為止於後撰集增補了9首，其中6首是敦忠的作品，大輔的贈歌、詠人不知以及藤原朝忠的作品各一首，由於朝忠與大輔的關係，他的和歌應該是被誤收進家集內，來自於《拾遺集》的則有4首，其中一首是詠人不知，最後的第145首則出處不明。書陵部本第132首至第141首則推測是在平安時代末期增補自西本願寺本，前5首是為了彌補缺失的作品，補上了三首的同時，卻另外重複收錄了一首和歌，剩下的一首則是差異之處甚多，後5首則是來自於西本願寺本的第138首至第142首。此外，還有精簡自西本願寺本系統的正保版歌仙家集本，總共收錄了46首和歌，與西本願寺本系統的收錄歌全數重叠。儘管如此，由於第18首和第42首分別是西本願寺本以及書陵部本各自缺失的和歌之一，因此歌仙家集本應該是精簡至西本願寺本系統以前的版本。底本方面，西本願寺本收錄於《私家集大成》和《新編國歌大觀》，書陵部本收錄於《御所本三十六人集》，冷泉家藏傳行成筆本收錄於《日本名筆全集》，歌仙家集本則收錄於《群書類從》、《校註國歌大系》、《私家集大成》和《續國歌大觀》。

### 引用
1. ↑   - 國指定文化財等數據庫（日語）
2. ↑   - 國指定文化財等數據庫（日語）
3. 1 2  古谷紋子.  (PDF).   51. 駒澤大學歷史學研究室內駒澤史學會. 1998-03: 131  [2020-12-01]. NAID 110007002362. （原始内容 (PDF)存档于2021-03-16） （日语）.
4. ↑  洞院公定（日语：洞院公定）. . 今泉定介（日语：今泉定助）  (编).  . 尊卑分脈. 故實叢書 1 (吉川弘文館). 1903: 40  [2020-12-01]. NCID BN12488942. （原始内容存档于2021-03-16） （日语）.
5. 1 2 3 4 5 6 7 8  塙保己一 (编).  . . 群書類從（日语：群書類従） 4 (經濟雜誌社). 1898-11-05: 382 [1893-08-28]  [2020-12-01]. NCID BA34345914. （原始内容存档于2021-02-12） （日语）.
6. 1 2 3 4 5 6   . . 公卿補任. 國史大系 9 (經濟雜誌社). 1899-05-25: 187、189  [2020-12-01]. NCID BN02695408. （原始内容存档于2021-05-12） （日语）.
7. 1 2 3 4 5  吉海直人（日语：吉海直人）.  . 角川選書 516. 角川學藝出版. 2012-11-25: 127–129. ISBN 978-4-04-703516-4 （日语）.
8. ↑  鹽島翔. .   22. 二松學舍大學. 2008: 57. NAID 110007175942 （日语）.
9. 1 2 3  有吉保（日语：有吉保）.  .  . 櫻楓社（日语：おうふう）. 1982-05-25: 15–16. NCID BN00369505 （日语）.
10. 1 2 3 4  島田良二.  . 犬養廉、井上宗雄、大久保正、小野寬、田中裕、橋本不美男、藤平春男  (编).  . 明治書院. 1986-03-20: 26. ISBN 4-625-40029-5 （日语）.
11. 1 2  平野由紀子.  .   5. 岩波書店. 1984-10-19: 267–268. ISBN 978-4-00-080065-5 （日语）.
12. ↑  島田良二.  .  . 國史大辭典 12 JapanKnowledge (吉川弘文館). 1991-06-01. ISBN 4-642-00512-9 （日语）.
13. 1 2   . . 日本紀略. 國史大系 5 (經濟雜誌社). 1897-12-31: 798、804  [2020-12-01]. NCID BN0370510X. （原始内容存档于2021-03-16） （日语）.
14. 1 2 3 4  橘健二、加藤靜子 (编).  .  . 大鏡. 新編日本古典文學全集 34 JapanKnowledge (小學館). 2007-08-05: 83–85 [1996-06-20]. ISBN 978-409-658034-9 （日语）.
15. ↑  . kotobank （日语）.
16. ↑  倉田實. .   40. 大妻女子大學. 2008-03: 1. NAID 110006619028 （日语）.
17. ↑  . kotobank （日语）.
18. 1 2  . kotobank （日语）.
19. ↑  . kotobank （日语）.
20. ↑  . kotobank （日语）.
21. ↑  . kotobank （日语）.
22. ↑  馬淵和夫（日语：馬淵和夫）、國東文麿（日语：国東文麿）、稻垣泰一　 (编).  .  . 今昔物語集. 新編日本古典文學全集 37 JapanKnowledge (小學館). 2008-12-24: 327–329 [2001-06-20]. ISBN 978-409-658037-0 （日语）.
23. 1 2   .  . 新編國歌大觀 1 (角川書店). 1983-02-08: 80、99–100. ISBN 4-040-20112-4 （日语）.
24. ↑   (PDF). 全日本歌牌協會.   [2021-02-03]. （原始内容 (PDF)存档于2021-02-05） （日语）.
25. ↑  . 嵯峨嵐山文華館（日语：嵯峨嵐山文華館）.   [2021-02-03]. （原始内容存档于2021-02-12） （日语）.
26. ↑  劉德潤. . 外語教學與研究出版社. 2019-12: 134 [2007-06]. ISBN 978-7-5600-6675-2 （中文（中国大陆））.
27. ↑  . kotobank （日语）.
28. ↑  . kotobank （日语）.
29. 1 2   .  . 新編國歌大觀 3 (角川書店). 1985-05-16: 57–58、856. ISBN 4-040-20132-9 （日语）.
30. ↑   .  . 新編國歌大觀 2 (角川書店). 1984-03-15: 228–229. ISBN 4-040-20122-1 （日语）.
31. ↑  . kotobank （日语）.
32. 1 2 3 4 5  有吉保 (编).  . 講談社學術文庫（日语：講談社学術文庫） 614. 講談社. 1986-02-05: 184–185 [1973-11-10]. ISBN 4-061-58614-9 （日语）.
33. 1 2 3 4  鈴木日出男（日语：鈴木日出男）.  . 摩文庫. . 摩書房. 1990-12-15: 96–97. ISBN 4-480-02510-3 （日语）.
34. 1 2 3  小町谷照彥.  . 文英堂（日语：文英堂）. 2013: 51 [1994-09-20]. ISBN 4-578-00364-7 （日语）.
35. 1 2 3  島津忠夫（日语：島津忠夫）.  . 角川文庫、角川索菲亞文庫（日语：角川ソフィア文庫）. 2618、A290-1. KADOKAWA. 2018-02-25: 98–99 [1969-12-10]. ISBN 978-4-04-404001-7 （日语）.
36. ↑   (PDF). 全日本歌牌協會.   [2020-12-03]. （原始内容 (PDF)存档于2021-02-05） （日语）.
37. ↑  有吉保 (编).  . 幻冬舍. 2008-11-30: 108–109 [2005-11-30]. ISBN 4-344-90076-6 （日语）.
38. ↑  谷知子（日语：谷知子） (编).  . 角川文庫、角川索菲亞文庫. 16560、A4-1. KADOKAWA. 2014-10-25 [2010-01-25]. ISBN 978-4-04-407218-6 （日语）.
39. ↑  高橋正治（日语：高橋正治） (编).  .  . 大和物語. 新編日本古典文學全集 12 JapanKnowledge (小學館). 2006-08-20: 258 [1994-12-20]. ISBN 978-409-658012-7 （日语）.
40. ↑  平野由紀子.  .   1. 岩波書店. 1983-10-20: 65. ISBN 978-400-080062-4 （日语）.
41. ↑  島田良二.  .   1. 明治書院. 1985-01-30: 792–793 [1973-11-25]. NCID BN01771828 （日语）.

## 外部連結
- . 國際日本文化研究中心和歌數據庫 （日语）.